# Lillian Forrester

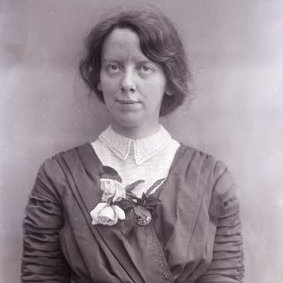
Lillian Forrester, 1911

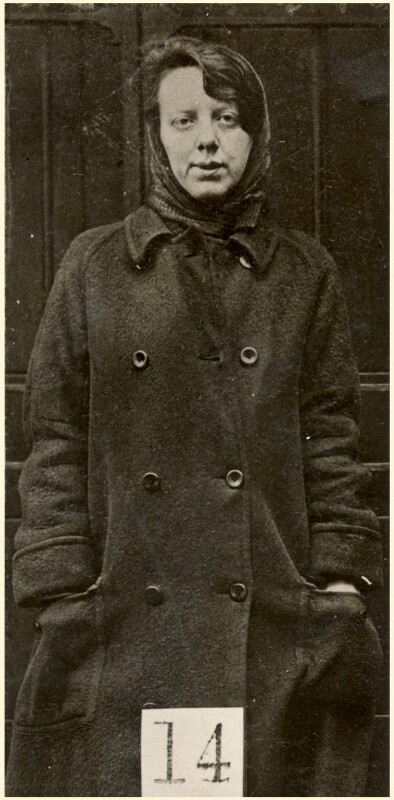
Lillian Forrester, 1914

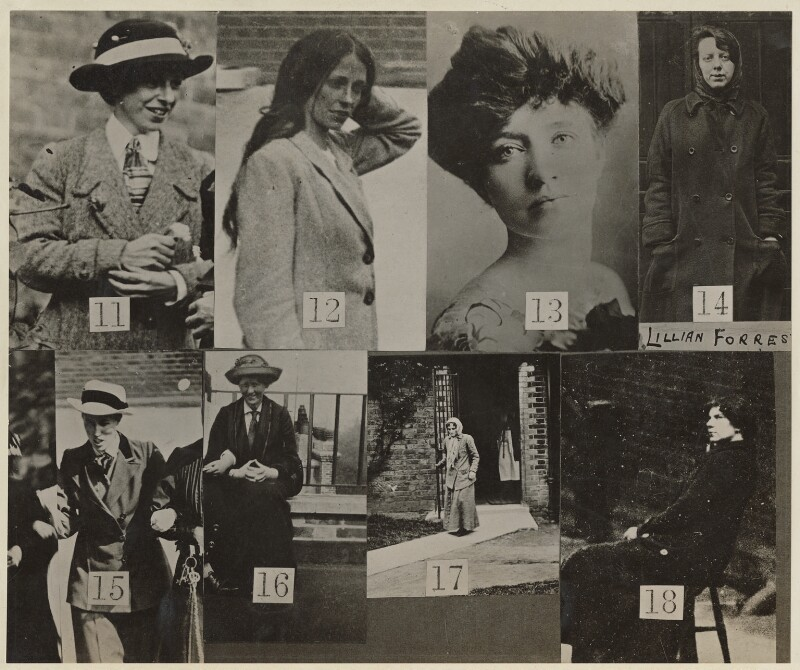
Erkennungsblatt mit zu überwachenden Suffragetten, 1914

Lillian Forrester, geborene Williamson (* 1879, Sterbedatum unbekannt), war eine britische Suffragette, die für eine Vandalismus-Attacke auf die Manchester Art Gallery bekannt wurde.

## Leben
Forrester wurde als zweite Tochter von Arthur Williamson, einem kaufmännischen Angestellten, und Elizabeth Hall, geboren. Im Jahr 1901 besuchte sie das Owens College, das später zur Victoria University of Manchester wurde. Zu einem bestimmten Zeitpunkt gab sie an, einen Abschluss in Geschichte zu haben.
Im Jahr 1911 wurde Forrester wie andere Suffragetten von der Familie von Mary Blathwayt nach Eagle House in der Nähe von Bath eingeladen, wo eine Aufnahme von ihr entstand. Ob sie einen Baum im Gedenken an geleistete Kampagnen der Suffragetten im sogenannten Annie’s Arboretum setzte, ist nicht dokumentiert.
Forrester führte am 3. April 1913 einen Angriff auf die Manchester Art Gallery an. Sie, Evelyn Manesta und eine Annie Briggs warteten, bis die Galerie schloss, und begannen dann, das Glas vieler der wertvollsten Gemälde zu zerbrechen. Beschädigte Gemälde waren:
- Frederic Leighton: The Last Watch of Hero
- Frederic Leighton: Captive Andromache
- Briton Riviere: The Last of the Garrison
- John Everett Millais: Birnam Woods
- John Everett Millais: A Flood
- George Frederick Watts: The Prayer
- George Frederick Watts: Portrait of The Hon J L Motley
- George Frederick Watts: Paola and Francesca
- John Melhuish Strudwick: When Apples were Golden
- William Holman Hunt: The Shadow of Death
- Dante Gabriel Rossetti: Astarte Syriaca
- Edward Burne-Jones: Sybilla Delphica
- Arthur Hacker: The Syrinx

Das Personal wurde durch das Geräusch von zerbrechendem Glas alarmiert und die drei wurden festgenommen. Vier der Gemälde wurden durch das zerbrochene Glas beschädigt. Sie wurden auf Kaution freigelassen, um am nächsten Tag vor den Magistraten zu erscheinen. Briggs überzeugte das Gericht, dass sie anwesend, aber nicht beteiligt gewesen sei. Forrester äußerte: „I am a political offender.“ Evelyn Manesta erhielt eine Strafe von einem Monat und Forrester eine Strafe von drei Monaten wegen böswilliger Beschädigung.
Im Gefängnis wurden Forrester und Manesta fotografiert. Dieses Foto wurde mit anderen, teilweise heimlich aufgenommenen, zu einer Seite zusammengefügt, die Polizisten gezeigt werden konnte, um verdächtige Frauen zu identifizieren. Sie war die Nummer 14 auf einem Blatt, auf dem auch Mary Richardson (11), Lilian Lenton (12), Kitty Marion (13), eine Miss Johansson (15), Clara Giveen (16), Sarah Jane Baines (17) und Miriam Pratt (18) abgebildet waren. Diese Erkennungsblätter wurden 1914 in Umlauf gebracht. Manesta befindet sich unter Nummer 10 auf einem ersten Blatt.
Über Forresters weiteres Leben ist nichts überliefert.